# Пшегожали (Краків)
Пшегожали (пол. Przegorzały) — обшар Кракова, що входить до VII дільниці Звежинець. Колишнє село, розташоване між річками Вісла та Пшегожальська Пшеленч, розташоване між Сікорніком (297 м над рівнем моря) і Пустельником (352 м над рівнем моря) у Вольському лісі. Зі сходу межує зі Звежинцем, з півночі з Волею Юстовською, із заходу з Бєлянами. Приєднаний до Кракова в 1941 році як його XXXI дільниця.
Вперше згадується в 1162 році, в найдавніших записах як Pregoral або Przegorzala - від «випаленого місця»  (przegorzał дослівно перегорів) (порівняйте Зґожелець або Горлиці ).
Під час Другої світової війни на так званим Глиннику в Пшегожалах німці розстріляли поляків, яких тримали в тюрмі св. Міхала та в'язниці на вул. Монтелюпі. У 2014 році було поховано 66 знайдених тіл. Точна кількість і особи всіх убитих невідомі. 
Найвідомішим об’єктом у Пшегожалах є замок і вілла Ротонда, де розташований Інститут європейських студій Ягеллонського університету та ресторан.
Нижче цих споруд, на крутому східному схилі, розташований природний заповідник Скалки Пшегожальські .
30 жовтня 2007 року вздовж воєводської дороги № 780 було відкрито Пшегожальську кільцеву дорогу.